# 夏國璋 (香港)

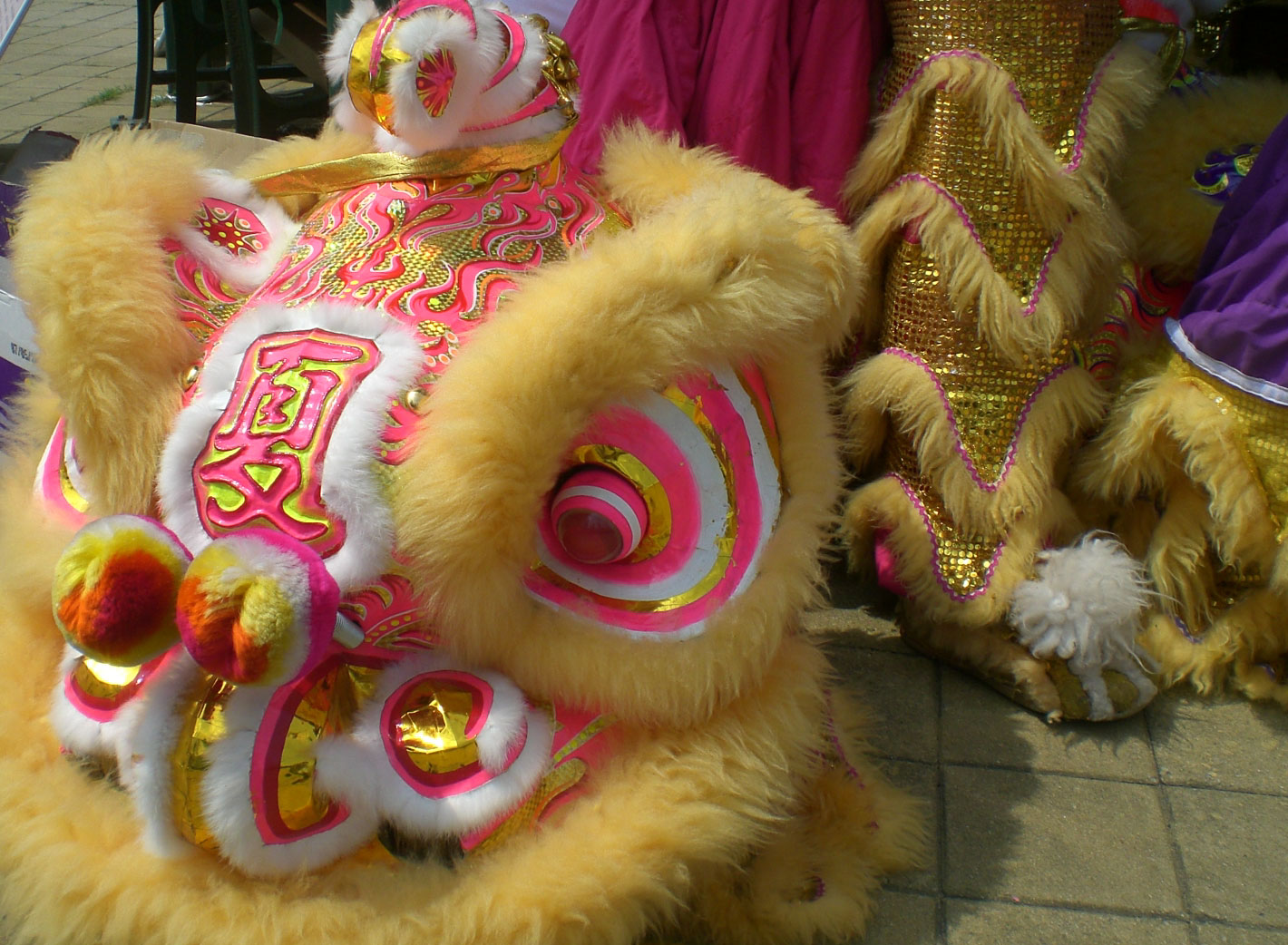
夏氏獅醒隊的南獅，常見於香港喜慶節目，以示隆重。

夏國璋，MH，BH（1928年—2004年），廣東佛山高明人，有香港“一代獅王”之美譽，同時為武術界及中醫界(骨傷科)之翹楚，當中尤以柔功門夏國璋龍獅團最為知名。

## 歷史
自四歲開始跟隨父親夏漢雄學習柔功門武術及趺打骨傷科，盡得父親真傳，於1960年考獲中國骨科中醫。
1962年夏國璋繼承其父親夏漢雄創立之「夏漢雄體育會」，繼續發揚光大，傳承中華傳統龍獅武術，在五十多年武術生涯中，培育門生眾多，遍佈世界各地，時任香港武術聯會副會長及多次擔任香港武術代表隊領隊。此外，思維活躍於獅藝套路，創出南獅北舞技藝，對於舞獅文化發展影響深遠，並廣受舞獅界沿用至今，故夏國璋被稱為香港一代獅王。

夏國璋除發展武術龍獅運動外，亦善用其骨科高明超群之醫術，濟世懸壺，並熱心參與社會公益事務，贈醫施藥，多次應國內同胞之急，募捐及支持興建醫院及學校等，造福桑梓。由於夏國璋多年來熱心服務社群，分別獲頒授英女皇榮譽獎章(1978年)，香港特別行政區政府榮譽勳章(2002年) 及中國佛山南海市榮譽市民等，印證其對於社會的傑出貢獻。
夏國璋於2004年因病辭世，由夏德建大兒子繼承其龍獅中醫祖業。 ，而孫兒夏敬文則為柔功門夏國璋龍獅團第四代傳人。